# Badflower
Badflower es una banda de rock estadounidense fundada en Los Ángeles, California. La banda está compuesta por el cantante y guitarrista Josh Katz, el guitarrista principal Joey Morrow, el bajista Álex Espíritu y el baterista Anthony Sonetti. La banda firmó con Big Machine / John Varvatos Records y fue nombrada "Artista de la semana" por Apple Music después del lanzamiento de su EP Temper en 2016. Su álbum de estudio debut, titulado Ok, I'm Sick, fue lanzado el 22 de febrero de 2019.

## Historia

### Formación y lanzamientos independientes (2008-2014)
La primera encarnación de Badflower, The Cartunes, se formó en 2008, cuando los estudiantes de la escuela de música, Northridge CA, nacido Josh Katz, y el trasplante de Gilroy CA, Joey Morrow, se conocieron en su edificio de apartamentos de Hollywood, California. La pareja se mudó juntos y comenzó a escribir canciones para su banda de 5 piezas. Lanzaron un EP de producción propia en 2011, pero después de perder a su bajista y guitarrista rítmico, se reformaron como la banda de rock Badflower, reclutando a Espíritu y Sonetti para completar sus filas. Tocaron varios espectáculos en Los Ángeles, incluida una residencia semanal en The Key Club y llamaron la atención de la personalidad de la radio satelital y del exmiembro de NSYNC Lance Bass. Después de una actuación en The Troubadour, abriendo para Kongos, la banda firmó con el ex sello discográfico independiente Hundred Handed y comenzó a grabar su primer lanzamiento musical.

### Primeros lanzamientos (2015-2017)
Badflower lanzó su primer sencillo "Soap" a través de Hundred Handed Records  el 4 de marzo de 2015, y estrenó su video musical en Loudwire el mismo día. Poco después del lanzamiento, la banda voló al Reino Unido para apoyar al dúo de pop australiano The Veronicas y tocaron en lugares agotados, incluido el Heaven de Londres. Luego, al regresar a casa a los Estados Unidos, La banda se dirigió de regreso a la gira para tocar en varias exhibiciones en Austin, TX para SXSW y South by So What?! en Grand Prairie, Texas, apoyando a Circa Survive.
Impaciente con las negociaciones, la banda se encargó de comenzar a grabar un álbum en su garaje. El 10 de marzo, la banda firmó con John Varvatos / Republic Records. Cuando comenzó la conversación sobre hacer un álbum, la banda confesó que ya habían comenzado a hacerlo en su garaje y presentaron una versión casi completa de "Temper". Para sorpresa de la banda, al sello le encantó la colección de producción propia y comenzó a prepararse para lanzar el unánime favorito, "Animal", como el primer sencillo. "Animal" se estrenó en el sitio web de Guitar World y se lanzó el 1 de septiembre de 2016. Tras el lanzamiento del sencillo, la banda se presentó en todo Estados Unidos en apoyo de Billy Talent en la gira "Afraid of Heights" en septiembre, 16. Mientras que En la gira, la banda llamó la atención de las estaciones de radio de rock activas y los mejores programadores para iTunes y Apple Music.
El primer EP de la banda, Temper, se lanzó el 4 de noviembre de 2016 y Badflower fue nombrado "Artista de la semana" de Apple Music.

### Giras yOk, I'm Sick(2017-presente)
Badflower y la banda de rock estadounidense Red Sun Rising abrirían actos para Pop Evil en su gira "Rock 'n' Roll Now" de enero a febrero de 2017. Después de la gira, serían las bandas de apoyo con Bleeker y Beware of Darkness, así como dos espectáculos adicionales con Red Sun Rising, tocando en varios festivales de música como Buzzfest, Rock on Range y River City Rock Fest. También realizarían una gira de verano con el grupo de rock Goodbye June desde Nashville, Tennessee, y además, se anunció que iban a hacer varios titulares más en festivales importantes como el Festival Louder Than Life en Kentucky. Han abierto para Of Mice & Men, Greta Van Fleet, IDK, From Ashes to New, The Struts, Pop Evil, Bleeker, Beware of Darkness, The Wrecks y Red Sun Rising
El 9 de septiembre de 2017 se reveló en Facebook que iban a comenzar a grabar su primer álbum de larga duración con su sello discográfico John Varvatos / Big Machine Label Group, siendo el primer grupo de rock en firmar un acuerdo con el sello. Badflower comenzó la preproducción para el nuevo álbum en el otoño de 2017 y comenzó a grabar en Ocean Studios en Burbank, CA junto con el productor Noah Shain. Más de un año después, el 6 de diciembre de 2018, la banda relanzó su video musical oficial para la canción "Heroin", con la versión actual de la canción, que se había agregado al álbum.
El 1 de noviembre, Badflower anunció que su álbum debut Ok, I'm Sick, se lanzaría el 22 de febrero de 2019.

## Discografía

### Álbumes de estudio
| Title                      | Details | Posición en las tablas | Posición en las tablas | Posición en las tablas | Posición en las tablas | Posición en las tablas | Posición en las tablas | Posición en las tablas |
| Title                      | Details | US                     | US Alt.                | US Dig.                | US Hard.               | US Heat.               | US Rock                | US Sale.               |
| -------------------------- | --- | ---------------------- | ---------------------- | ---------------------- | ---------------------- | ---------------------- | ---------------------- | ---------------------- |
| OK, I'm Sick               | - Lanzamiento: 22 de febrero de 2019 - Sello discográfico: Big Machine - Formatos: Disco Compacto, Disco de vinilo, Descarga de música    | 140                    | 10                     | 16                     | 6                      | 1                      | 22                     | 20                     |
| This Is How the World Ends | - Lanzamiento: 24 de septiembre de 2021 - Sello discográfico: Big Machine - Formatos: Disco Compacto, Disco de vinilo, Descarga de música | —                      | —                      | —                      | —                      | —                      | —                      | —                      |

### Sencillos
| Título       | Año  | Posiciones | Posiciones    | Posiciones | Posiciones | Álbum            |
| Título       | Año  | US Alt.    | US Main. Rock | US Rock    | CAN Rock   | Álbum            |
| ------------ | ---- | ---------- | ------------- | ---------- | ---------- | ---------------- |
| "Soap"       | 2015 | —          | —             | —          | —          | Non-album single |
| "Animal"     | 2016 | —          | 28            | —          | —          | Temper (EP)      |
| "Ghost"      | 2018 | 22         | 2             | 11         | 26         | OK, I'm Sick     |
| "x ANA x"    | 2018 | —          | —             | —          | —          | OK, I'm Sick     |
| "Heroin"     | 2018 | —          | 1             | 33         | —          | OK, I'm Sick     |
| "Promise Me" | 2019 | 32         | —             | —          | —          | OK, I'm Sick     |
| "The Jester" | 2019 | —          | 1             | 26         | —          | OK, I'm Sick     |
| "30"         | 2020 | —          | 30            | —          | —          | TBA              |

### Videos musicales
| Título                   | Año  | Director(s)                       |
| ------------------------ | ---- | --------------------------------- |
| "The Jester"             | 2013 | Madie Ramser                      |
| "Mother Mary"            | 2014 | Jordan Wolfbauer and Sam Moore    |
| "Soap"                   | 2015 | Madie Ramser and Jordan Wolfbauer |
| "Animal"                 | 2017 |                                   |
| "Move Me"                | 2017 |                                   |
| "Heroin"                 | 2017 | Jordan Wolfbauer                  |
| "Ghost"                  | 2018 | Jordan Wolfbauer                  |
| "x ANA x"                | 2018 | Jordan Wolfbauer                  |
| "Promise Me"             | 2019 | Jordan Wolfbauer                  |
| "The Jester" (version 2) | 2019 |                                   |
| "30"                     | 2020 | Jordan Wolfbauer                  |